# Victorin-Nymphas Pagès
Victorin-Nymphas Pagès, né en 1885, mort en 1966, est un prêtre français, frère des écoles chrétiennes, missionnaire et enseignant à Cuba puis en Floride et au Porto Rico. Le pape François le déclare vénérable en avril 2019.

## Biographie
Augustin Pagès est né le 7 septembre 1885 à Onzillon, sur la commune de Chadron, en Haute-Loire,. 
Il entre à seize ans chez les Frères des écoles chrétiennes, où il avait effectué ses études. La loi de séparation de l'Église et de l'État en 1905 oblige frère Victorin et les autres religieux à partir en exil. Il part au Canada, puis en mission à Cuba ; il prononce ses vœux définitifs à La Havane en 1913. 
Frère Victorin Nymphas Pagès reste plus de cinquante ans comme missionnaire à Cuba,. Il y fonde et dirige la Fédération de la jeunesse catholique cubaine, qui est source de vocations et marque fortement le catholicisme cubain. Il est chassé de Cuba en 1961 par le pouvoir communiste cubain.
Il passe alors en Floride puis s'installe au Porto Rico, au service des réfugiés cubains, jusqu'à sa mort. Il meurt le 16 avril 1966 à San Juan de Porto Rico.

## Cause en béatification
La cause en béatification du frère Victorin Nymphas Pagès est ouverte au plan diocésain, puis ouverte à Rome pour un nouvel examen. Le pape François autorise le 6 avril 2019 la Congrégation pour la cause des saints à publier le décret reconnaissant l'« héroïcité des vertus » de frère Victorin Nymphas Pagès. Il le proclame ainsi vénérable,.